# Åbo Akademi
Die Åbo Akademi ist eine schwedischsprachige Universität im finnischen Turku. Sie ist nicht zu verwechseln mit der historischen Akademie zu Turku, dem Vorgänger der Universität Helsinki. Auch die finnischsprachige Universität Turku ist nicht mit der Åbo Akademi verbunden, wenngleich Kooperationen bestehen.

## Geschichte
Die Åbo Akademi wurde im Jahr 1918 als zweite finnische Universität nach der Universität Helsinki gegründet. Das Schwedische war von jeher die einzige in der finnischen akademischen Welt gesprochene Sprache. Nachdem jedoch im Laufe des 19. Jahrhunderts im Rahmen des finnischen Sprachenstreites die finnische Sprache an Boden gewonnen und schließlich das Schwedische in die Position einer Minderheitensprache verdrängt hatte, stellte die Gründung einer rein schwedischsprachigen Universität eine Gegenreaktion der schwedischsprachigen Minderheit dar. Die Universität war bis zur Verstaatlichung 1981 in privater Hand.

## Fakultäten

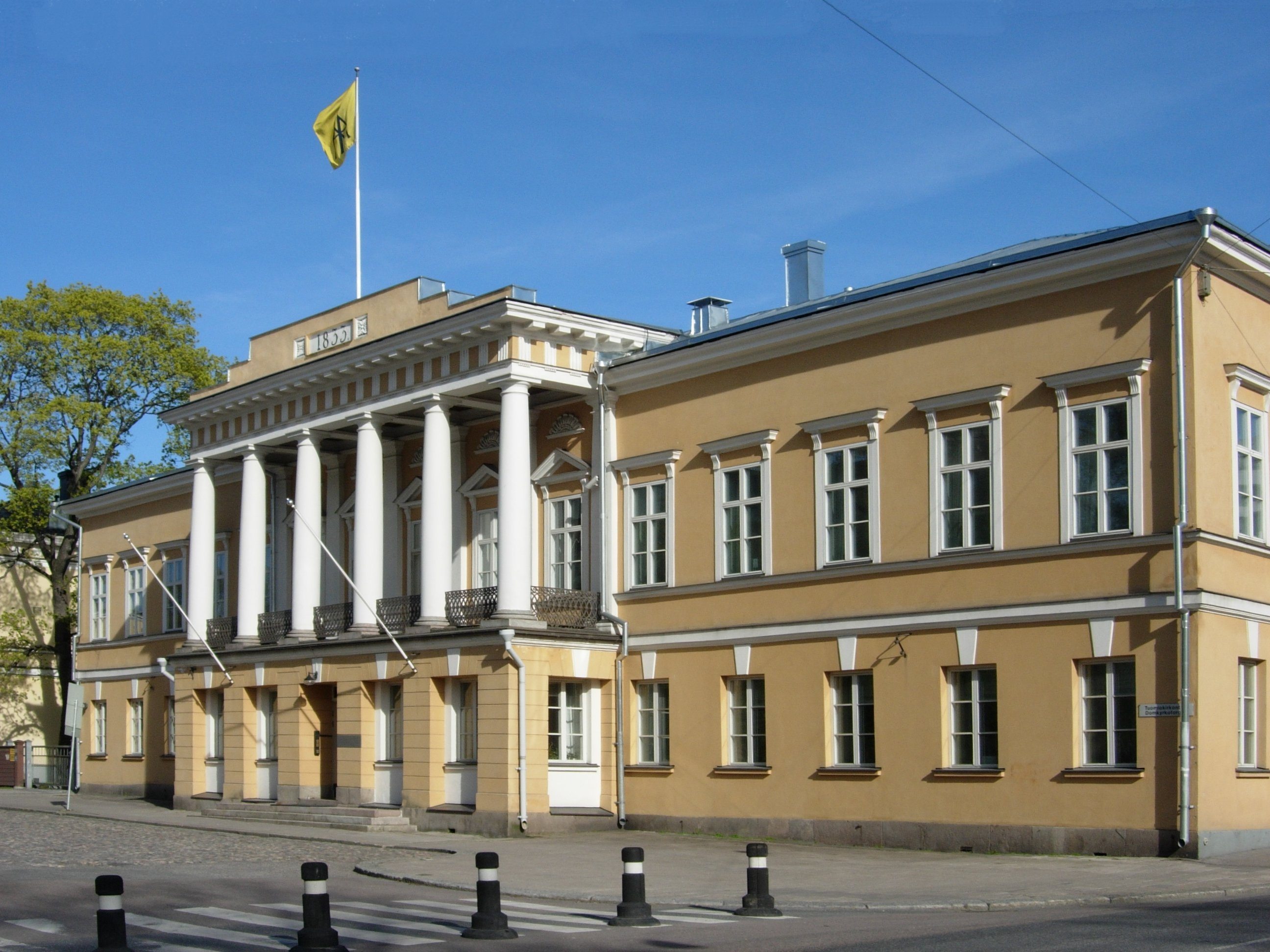
Hauptgebäude der Universität

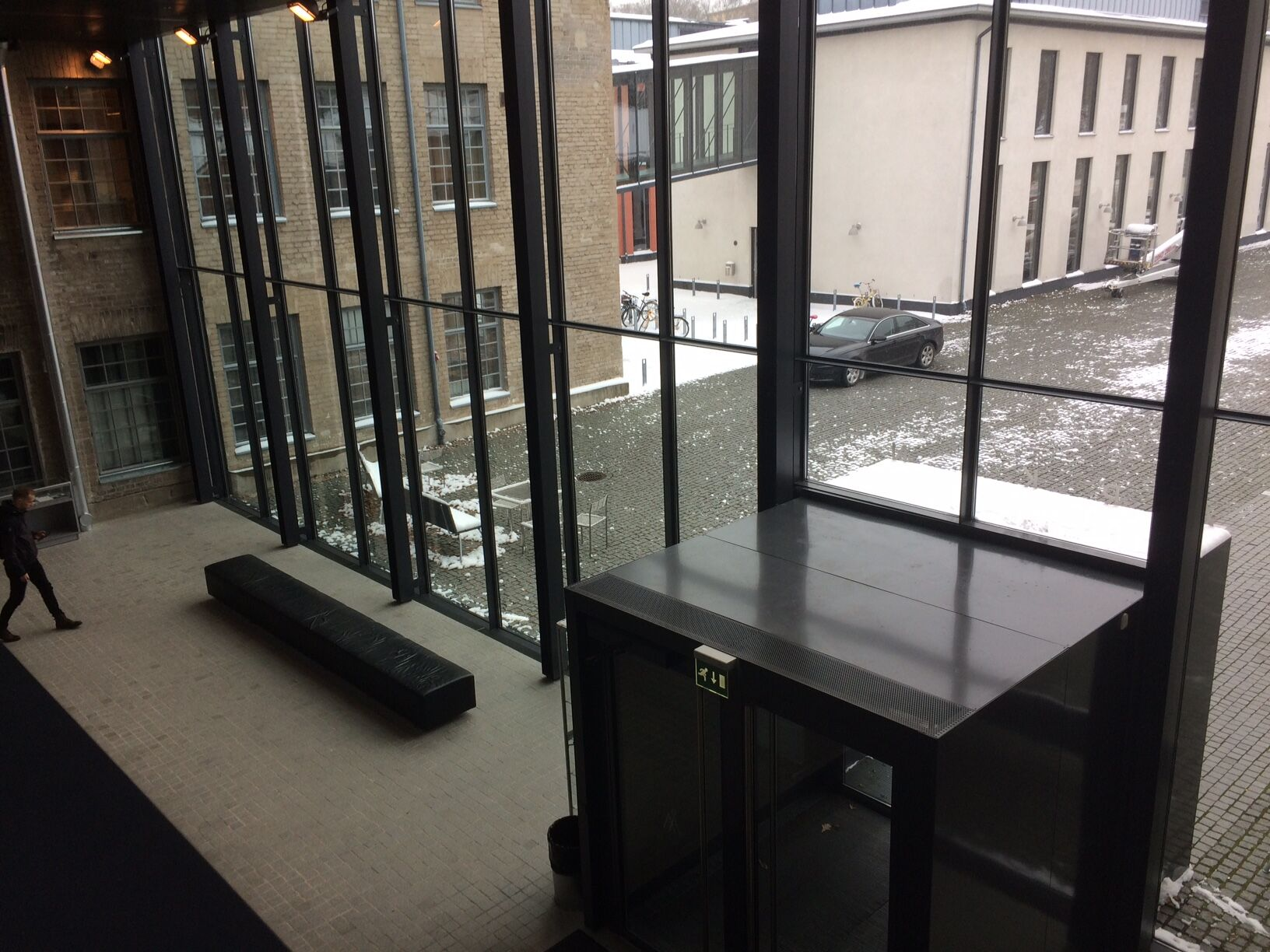
Der Haupteingang zu Arken Åbo Akademi

Heute bestehen in der Åbo Akademi sieben Fakultäten, von welchen zwei nicht in Turku, sondern in Vaasa (schwedisch Vasa) ansässig sind:
- Humanistische Fakultät (gegründet 1918)
- Mathematisch-naturwissenschaftliche Fakultät (1918)
- Technische Fakultät (1920)
- Theologische Fakultät (1924)
- Erziehungswissenschaftliche Fakultät (1974), Vasa
- Wirtschaft- und staatswissenschaftliche Fakultät (1980)
- Gesellschafts- und pflegewissenschaftliche Fakultät (1992), Vasa

Ferner verfügt die erziehungswissenschaftliche Fakultät über ein Institut in Jakobstad.
An der Åbo Akademi gab es 2018 etwa 5500 Studenten und 1100 Mitarbeiter. Studenten werden nur unter Nachweis ausreichender Kenntnisse der schwedischen Sprache zugelassen. Für internationale Studenten gibt es verschiedene Austauschprogramme. Masterprogramme werden sowohl in schwedischer als auch in englischer Sprache angeboten.

## Institut für Germanistik
Am Institut für Germanistik werden Lehrveranstaltungen mit Relevanz für das Arbeitsleben innerhalb und außerhalb Finnlands angeboten. Im Studienprogramm Sprache und Wirtschaft können die Studierenden Kurse an der Åbo Akademi und an der Handelshochschule belegen. Zudem wird ein Studienprogramm angeboten, das zum Lehrer qualifiziert. Das Institut bietet die Möglichkeit, einen BA und MA im internationalen Rahmen zu erwerben. 

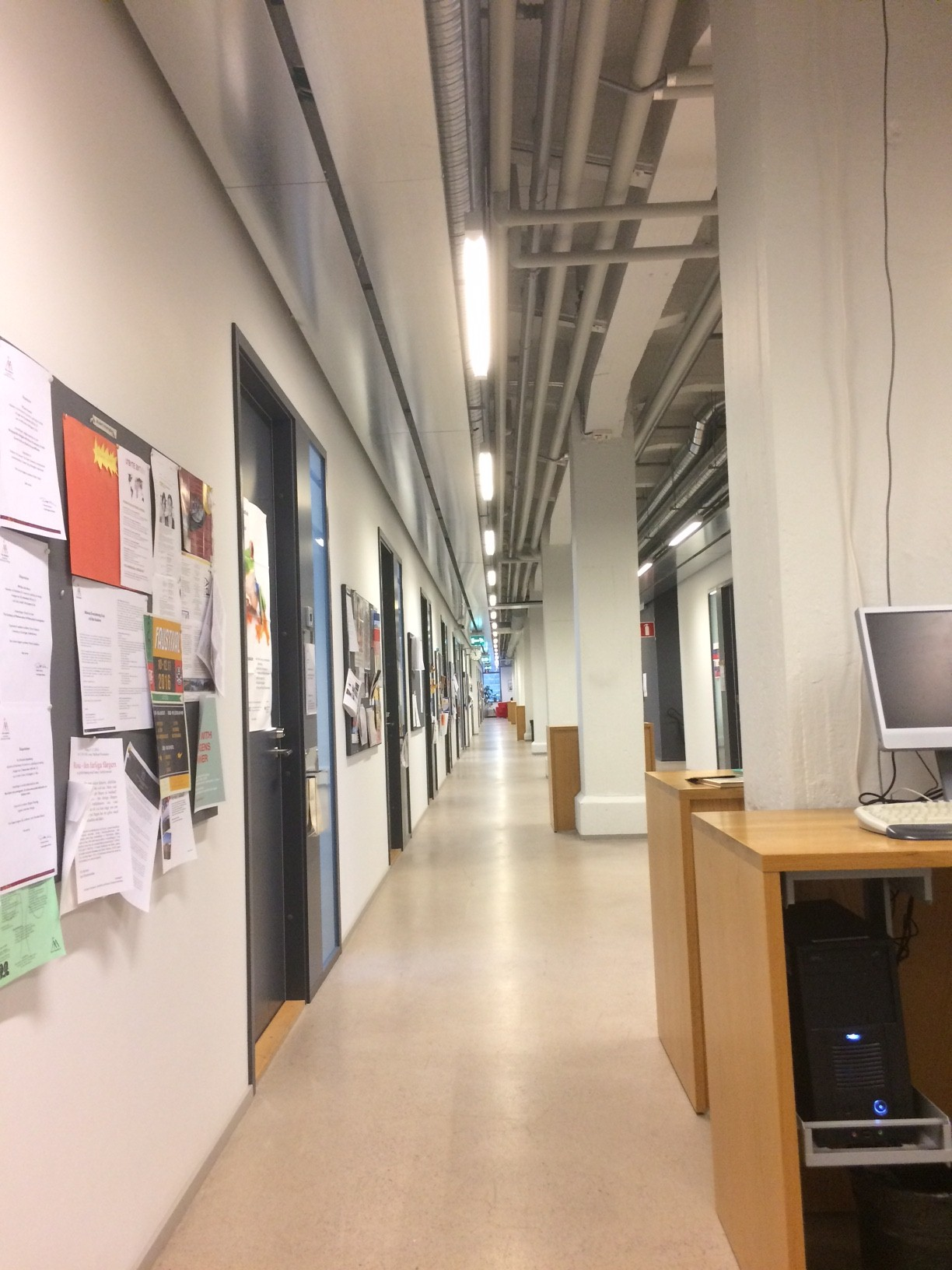
Språkkorridor im Gebäude Arken

 Das Masterprogramm Werbung Interkulturell – InterculturAd ist ein Double-Degree-Studium des germanistischen Instituts der Åbo Akademi und der Katholischen Universität Eichstätt-Ingolstadt, das auf eine Karriere in nationalen und internationalen Organisationen vorbereitet. Ziel des Programmes ist es, kommende Entscheidungsträger innerhalb eines Arbeitsfeldes auszubilden, das besonders den Bereich Public Relations beherrscht. Das Institut bietet alle Lehrveranstaltungen auf Deutsch an. Eine internationale Kongress- und Publikationstätigkeit versichert ein Unterrichts- und Vorlesungsniveau mit der Umsetzung aktueller wissenschaftlicher Erkenntnisse. Es besteht ein internationales Netzwerk zu Partneruniversitäten.

## Forschung
Das internationale und interdisziplinäre Forschungsnetzwerk „Europäische Kulturen in der Wirtschaftskommunikation“ (gegründet 2000) ist ein Zusammenschluss von Sprach-, Kommunikations- und Wirtschaftswissenschaftlern aus Dänemark, Deutschland, Finnland, den Niederlanden, Österreich und der Schweiz, deren Forschungsinteressen im Bereich der Werbe- und Wirtschaftskommunikation liegen.
Das Anliegen des Forschungsnetzwerks ist es, die internationale und interdisziplinäre Zusammenarbeit zwischen Sprach- und Kommunikationswissenschaft, Medienwissenschaft, Wirtschaftswissenschaften, Soziologie, Psychologie u. a. zu fördern, den gegenseitigen Austausch zwischen Wissenschaft und Praxis zu verbessern und dem wissenschaftlichen Nachwuchs auf den jährlich stattfindenden Tagungen und in der gleichnamigen Publikationsreihe ein Forum für die Diskussion ihrer Arbeiten zu bieten.

## Die Bibliothek

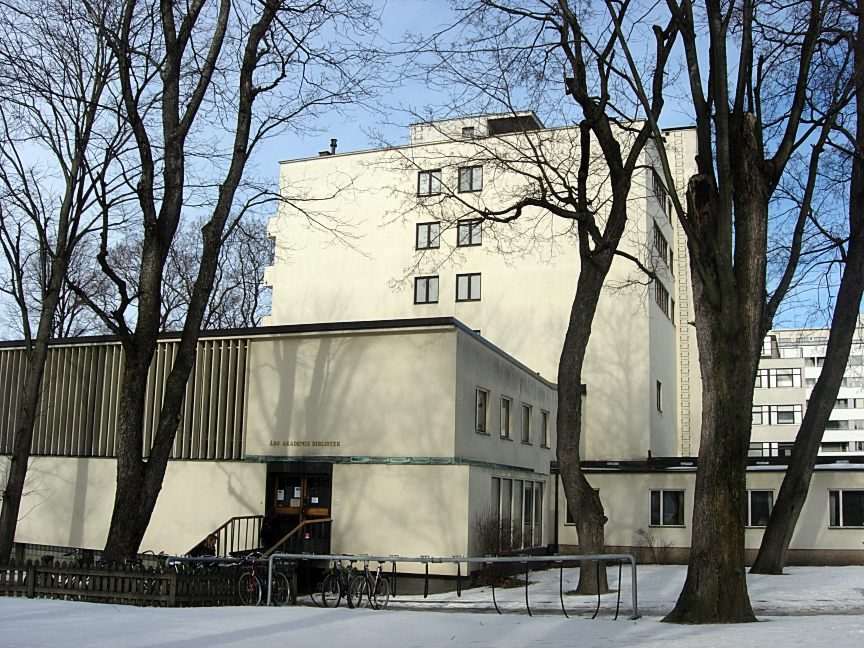
Bibliothek der Åbo Akademi

Die Bibliothek der Åbo Akademi ist eine öffentliche wissenschaftliche Bibliothek und wurde im Jahr 1919 gegründet. In Turku besteht sie aus der Hauptbibliothek und aus vier Campusbibliotheken. Die Bibliothek sammelt unter anderem finnisch-schwedische Literatur und wird vor allem von Studierenden, Lehrerenden, Forschern und dem Personal der Universität genutzt. Außerdem gibt es die Åbo Akademi Bibliothek in Vasa und Jakobstad.

## Studentenleben

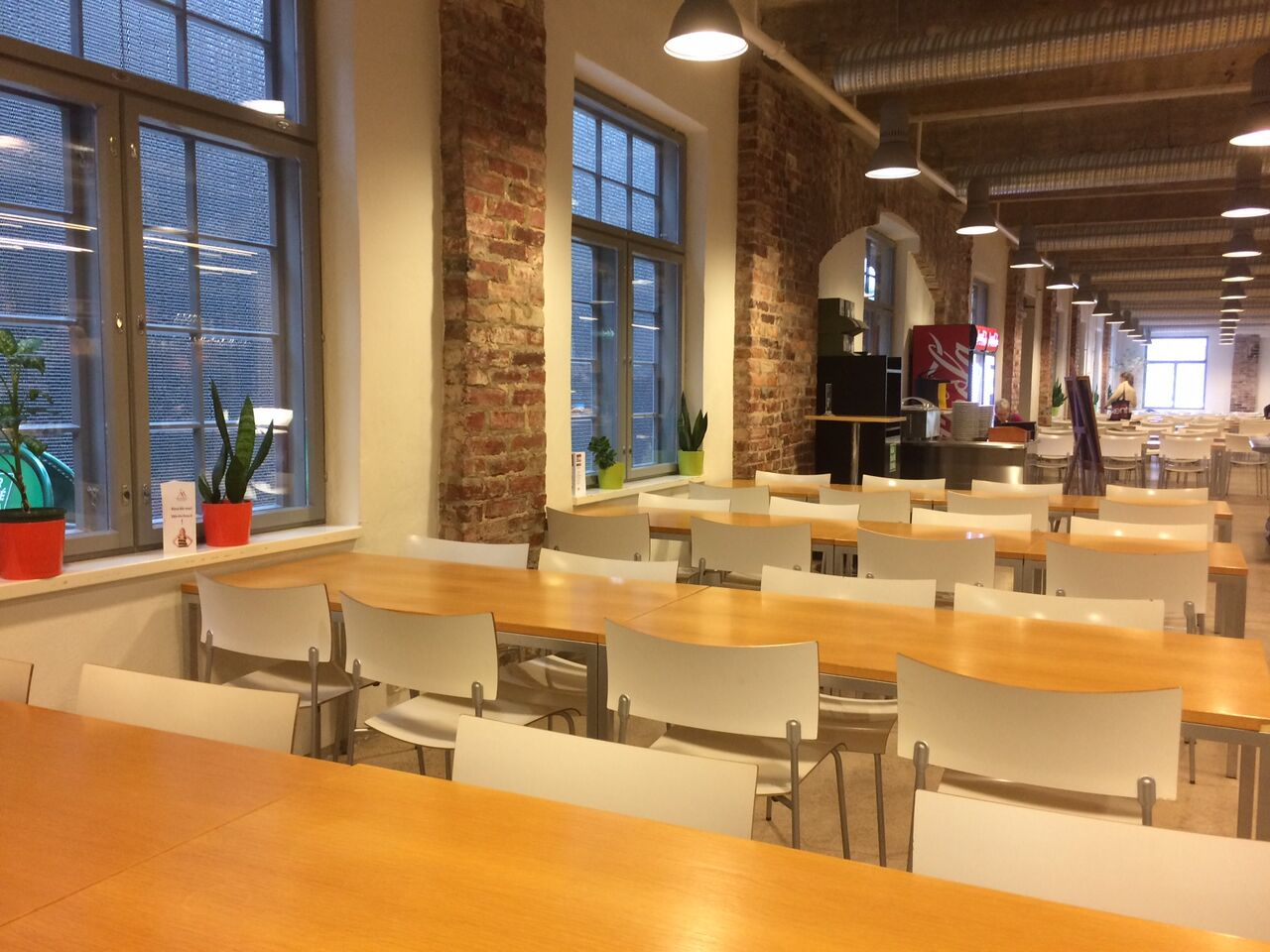
Das Café Arken

Das Studentenwerk der Åbo Akademi wurde 1919 gegründet. Am Anfang des Studienjahres bezahlt jeder, der an der ÅA studiert, eine Gebühr, wird dadurch Mitglied des Studentenwerks und erhält eine Studentenkarte, die verschiedene Rabatte ermöglicht (z. B. für Bus- und Bahnkarten, Restaurants, Kinos und Cafés). Das Studentenwerk bietet u. a. Sportmöglichkeiten (Campussport), Studentenwohnungen und den Service Finnish Students Health Service an. Das Studentenwerk organisiert verschiedene Veranstaltungen, wie z. B. die Jahresparty, „Fastlaskiainen“ und „Wappen“.
Das Studentenwerk hat eigene Studentenrestaurants. Die Restaurants an der Åbo Akademi sind: Café Arken, Café Fänriken, Café Gadolina, Café Hanken und Café Kåren. In Åbo Akademi gibt es viele Studentenclubs, die von dem Studentenwerk ökonomisch unterstützt werden. Die Studentenclubs organisieren u. a. Partys, Pub Quiz, Kulturveranstaltungen und Sportveranstaltungen.